# Wohl Cecília
Wohl Cecília (férjezett nevén: Pollacsek, majd Polányi Mihályné, közismert becenevén: Cecil mama; Vilnius, 1862. – Budapest, 1939. szeptember 5.) vilniusi orosz származású budapesti irodalomszervező, Polányi Károly, Polányi Mihály és Polányi Laura édesanyja, Polányi János nagyanyja.

## Élete
Az akkor az Orosz Birodalomhoz tartozó Vilniusban született 1862-ben, apja Adolf Wohl rabbinológus volt, az első orosz nyelvű zsidó imakönyv szerzője. Szülei szabad szellemben nevelték, ugyanakkor tartottak tőle, hogy lányuk a századfordulón zajló litván nemzeti öntudatra ébredés gyakran forradalmi hangulatával megfertőződhet (születése időszakában zajlott a lengyel-litván ún. januári felkelés), ezért a középiskola után Bécsbe küldték barátnőjével, hogy a polgárváros higgadtabb légkörében tanuljon tovább. Itt ismerte meg Polányi (akkor még Pollacsek) Mihályt, akivel 1881-ben kötöttek házasságot és bécsi születésű lett lánya, Laura és egyik fia, Polányi Károly is.
Összesen öt gyermeke született, a három, utóbb munkásságuk révén ismertté váltakon kívül egy fogyatékkal született gyermek, aki néhány évvel később elhunyt, és egy, aki  koncentrációs táborban halt meg. Férje vasútépítő mérnök-vállalkozó volt, aki 1899-ben váratlanul csődbe ment. Ettől kezdve élete hátralévő rövid időszakában intenzívebben vett részt az időközben Budapestre költözött család életében, öt gyermekének oktatásában, szemléletformálásában. Nevüket 1904-ben Polányira magyarosították. Férje nem sokkal később, 1905-ben elhunyt.